# イズマイール (水雷艇)
イズマイール（ロシア語: Измаи́лъ イズマイール）は、ロシア帝国の水雷艇（Миноносецъ）である。艇名は、露土戦争でアレクサンドル・スヴォーロフ将軍がオスマン帝国より奪取した要塞、ウクライナの都市イズマイールに由来する。ロシアで建造された最初の量産型航洋水雷艇であった。

## 概要
イズマイールは、第17号水雷艇（Миноно́сецъ № 17 ミナノースィェツ・ノーミェル・スィムナーッツァチ）として1884年7月にニコラーエフの海軍工廠(のちのルッスード)で起工した。1885年に進水して1886年7月12日に竣工、ロシア帝国海軍の黒海艦隊へ配備された。竣工間もない7月29日にはイズマイールの名が与えられた。主要兵装は、艇首に装備された固定式の魚雷発射管2 門であった。
ロシア国産の最初の量産型航洋水雷艇であったイズマイールは、入念に海上公試を受けた。試験は1886年の末までかかり、翌年4月8日にはセヴァストーポリに移って他の艦艇とともに演習や各種試験運用に就いた。4月18日にはイズマイールは水雷艇ポチおよびキリヤー、航洋砲艦クバーネツとともに洋上航海に赴いた。その中で、イズマイールは他の艦艇に傑出した航行速度を発揮した。
イズマイールは、優れた性能を発揮したことからミハイル・ノーヴィコフ海軍少将の演習水雷戦隊に編入された。ノーヴィコフ少将はそれまでバルト艦隊で60 隻もの水雷艇を指揮した経験を持つ司令官で、それまで水雷艇の配備の遅れていた黒海艦隊の水雷戦力充実のために演習水雷戦隊を編成したものであった。
5月20日に盛大に行われた黒海艦隊初の艦隊装甲艦シノープの進水式では、イズマイールは満艦飾を纏い、記念艦隊の旗艦を務めた。その後、イズマイールは洋上での魚雷の発射試験などを実施した。
1887年、オスマン帝国との紛争が激化すると、イズマイールは機雷の敷設と哨戒任務のためにスクーナー・ゴネーツとともにベリベクに渡り、その後水雷艇ポチとともにニコラーエフまで航海を行った。これが、イズマイールにとって最初の大掛かりな実戦任務となった。さらに、オチャーコフにおいては機動艦隊の旗艦チェスマを護衛し、ドニエプル＝ブーフ潟のベレザーニ島において哨戒任務を実施、また夜間には奇襲任務を実行した。
1889年には、さらなる遠征計画に基づきイズマイールは艇上に燃料タンクを増設し、蒸気船ケードロフや水雷艇ゲレンジークとともにセヴァストーポリからノヴォロシースクに渡った。
イズマイールは、1895年4月8日付けで艇名は第267号水雷艇（Миноно́сецъ № 267ミナノースィェツ・ノーミェル・ドヴィェースチ・シヂスャート・スィェーミ）に改称された。
1905年の戦艦ポチョムキンの反乱の際には、第267号水雷艇はポチョムキン＝タヴリーチェスキー公を支持して赤旗を掲げ、この小さな水雷艇は一躍世界にその存在を知られるところとなった。第267号水雷艇はポチョムキンを護衛してオデッサからコンスタンツァ、フェオドーシヤを3度往復した。しかし、イズマイールは艇の性能からしてそれ以上の公海上の航行は困難であった。乗員たちは、指揮官を欠きながらもどうにか自力で240 浬を航行し切り、1905年6月25日から26日にかけてコンスタンツァからセヴァストーポリまで帰り着いた。
1907年11月29日には、第267号水雷艇は僚艇5 隻(第251号、第254号、第255号、第257号、第258号)とともに除籍された。しかし、このとき黒海艦隊では来るべき機雷戦に備えて新たに掃海部隊を編成しているところであり、第267号水雷艇はこの部隊で第二の人生を歩むこととなった。第267号水雷艇は僚艇の第258号水雷艇とともに1908年には掃海隊を編成し、1909年に艇名は第9号掃海艇（Тра́льщикъ № 9トラーリシク・ノーミェル・ヂェーヴャチ）に改められた。第9号掃海艇は沿岸海域における掃海・哨戒任務や船団護衛任務に従事し、1913年まで運用された。一説には1915年か1916年まで運用されたとされる。